# Anarthrophyllum macrophyllum
Anarthrophyllum macrophyllum är en ärtväxtart som beskrevs av Soraru. Anarthrophyllum macrophyllum ingår i släktet Anarthrophyllum och familjen ärtväxter. Inga underarter finns listade i Catalogue of Life.